# Mihai Fifor
Mihai-Viorel Fifor (Szörényvár, 1970. május 10. –) román filozófus, szociáldemokrata párti politikus, a Tudose-kormány gazdasági (2017), majd nemzetvédelmi minisztere (2017-2018), Mihai Tudose kormányfő lemondását követően az ország ügyvezető miniszterelnöke (2018).

## Tanulmányai
A Craiovai Egyetem Bölcsészet és Történelem Karán szerzett filozófia oklevelet, majd román irodalomból magiszteri címet. 2003-ban a szociális antropológia doktora lett.

## Pályafutása
1994-ben a craiovai Nicolăescu-Plopșor kutatóintézetben kutatóként dolgozott, majd a Dolj megyei hagyományőrző központot vezette. Később a craiovai Oltyán Múzeum igazgatója volt. 2010-ben a Szociáldemokrata Párt craiovai szervezetének elnöke lett.
2012–2016 között Dolj megye szenátora volt, majd 2016-ban Arad megyében választották szenátornak. Szenátorként a közlekedési és energiaügyi szakbizottság elnökeként, illetve a Románia schengeni térséghez való csatlakozását szorgalmazó képviselőházi és szenátusi bizottság tagjaként is tevékenykedett. 2013-ban az Európa Tanács Parlamenti Közgyűlése póttagjává választották.
2017 júniusában a Tudose-kormány gazdasági minisztere lett, majd ugyanazon év szeptemberében a védelmi minisztérium vezetésével bízták meg. A 2018. január 16-án lemondó Mihai Tudose kormányfő helyett ideiglenes átvette a kormány vezetését, mint ügyvivő. A kormányfővé újonnan kinevezett Viorica Dăncilă vezette kormányban (január 29-től) továbbra is a védelmi tárca élén maradt, egészen november 19-ei lemondásáig. Klaus Johannis államfő másnap felmentette – több minisztertársával együtt – a minisztérium vezetése alól.